# 自動車馬力規制
自動車馬力規制（じどうしゃばりききせい）とは、日本国内の自動車メーカーが正規に販売する自動車に対し、業界団体などの取り決めによりエンジンの出力を一定の範囲に定めた規制を指す。法律によるものではない。単に馬力規制（ばりききせい）と呼ばれることが多い。

## 概要
日本国内の場合、旧運輸省による「過度の馬力はスピード違反や交通事故の増加を招く」という指摘から、オートバイメーカーも加入している日本自動車工業会においての申し合わせにより、行政指導による公的規制がかけられた。これにより、ある特定の出力を超える性能のエンジンを搭載した車両を生産してはならず、車両の認可も行われないことが定められた。現在は軽自動車以外の規制は撤廃されている。

## オートバイ
オートバイでは、1980年頃よりレーサーレプリカブーム時代に交通事故が多発したこと、原動機付自転車が本来の使用目的に比べて高性能であったこと、ナナハンをはじめとする高性能車が一般乗用車の最高速度を超える性能を有していたことなどの様々な理由により、排気量に応じて馬力の自主規制が行われるようになった。具体的には50ccが7.2馬力、125ccが22馬力、250ccが45馬力、400ccが59馬力、750ccが77馬力、1000cc超が100馬力で、誤差10%以内とされ、中間排気量の車両は上下の排気量から直線内挿して数値が設定された。これらは1989年に明文化されたのち1992年に数値が引き下げられて250ccが40馬力、400ccが53馬力となったほか、測定誤差も認められなくなった。
しかし大型自動二輪免許の取得の易化による大型自動二輪車の人気が上昇したことと、規制を受けない逆輸入車が簡単に購入できることなどから、業界において日本市場だけを規制する意義を疑問視する論調が現れた。それを受け、2007年7月に日本自動車工業会と国土交通省は、オートバイの馬力規制の廃止を決定した。
これにより性能向上が期待されたが、馬力規制の廃止以降も小・中排気量モデルを見る限り、当時厳格だった加速騒音規制や、同時期に強化された自動車排出ガス規制の影響を受け、エンジン出力の向上が行われていない。これは最高出力を高くしやすい、高回転仕様エンジンや2ストロークエンジンが騒音・排ガス規制に対応できなくなったことも理由の1つで、過去に45馬力を発揮した250ccクラスの直列4気筒エンジン搭載車や2ストロークエンジン搭載車が販売されなくなった。
しかし、2020年にカワサキが4気筒4ストロークエンジンを搭載したZX-250Rを発売。国内仕様で45馬力（ラムエア加圧46馬力）、インドネシア仕様が50馬力（ラムエア加圧51馬力）と、旧馬力規制超えのモデルとなった。
一方、大排気量車については技術の向上により、低回転でも一定の出力を発揮できる余裕があったことから、排ガスや騒音の規制による影響は少なく、2008年5月に発売されたヤマハ・VMAXは1679ccで151馬力/7500rpmの出力となっている。その後2014年と2016年に施行された平成26年・平成28年騒音規制により、騒音基準が欧州連合規制と共通化されたことから、ヨーロッパ仕様が存在する車両については、日本でも同じエンジンスペックで発売できるようになった。
2019年7月現在、日本メーカーの正規販売車かつ公道走行可能なモデルで最も出力の高い車両は、カワサキ・H2 Carbonの170kW（231PS）/11,500rpm（ラムエア加圧時：178kW（242PS）/11,500rpm）になる。

## 自動車
日本の小型自動車を含む普通自動車では、1970年代にはオイルショック・排ガス規制といった問題に、各メーカーとも忙殺される状況であり、エンジン馬力向上を図る事は不可能な状況であった。
しかし1980年代に入って、排ガス対策や燃費向上もようやく一段落し、各自動車メーカーも、趣味性の高い自動車、馬力を向上させる事で商品価値を高めた自動車を、開発・生産する余裕が生じたが、当時は暴走族の存在などの問題があり、各メーカーともに、運輸省の動向を探りながらの馬力競争となった。
なお、1985年以前は日本車の馬力表示は、グロス値表記であったのに対し、海外製自動車はネット値表記であり、非関税障壁として問題となった。そこで日本製自動車も全てネット表示されることとなり、見かけ上の馬力表示が低下したため、実質としての馬力競争が加速された。
そのような趨勢の中、1989年に発売された日産・フェアレディZ（Z32型）・日産・スカイラインGT-R（BNR32型）・インフィニティ・Q45（G50型）は、日本の自動車メーカーとして初めて300馬力に達した。しかしここに至って運輸省も行政指導に乗り出したため、日産はやむなく上記3車種の最高出力を280馬力に抑えることとした。なお、フェアレディZとQ45は日本国外にも輸出されているが、輸出仕様は当初の予定通り300馬力となっている。
1980年代後半、交通事故死者が急増して「第2次交通戦争」と呼ばれる社会問題に発展した。これまで自動車の馬力競争を静観していた運輸省も、上記の日産の300馬力カー発表をきっかけとして、日本自動車工業会（自工会）に馬力規制を要請した。
自工会は、すでに販売されている製品の馬力を下回る数値を定めることは、仕様変更を余儀なくされることを理由に、日産が行った自主規制の280馬力を規制上限とした。これ以降、280馬力以上のエンジンを搭載した日本車は型式認定されない時期が続くこととなる。
ただし、NISMOやSTIといった日本自動車工業会に加盟していないメーカーからは、NISMO 400R（400馬力）、スバル・インプレッサ S202 STi version（320馬力）といった最高出力280馬力以上の車が発売された。これらは改造車扱いで販売されたことから規制の適用外となったものであり、同様に日本国外からの輸入車も規制の適用外となった。これに対し、日本企業にとっては日本国内での販売戦略で不利となることなどから、各方面から異論が上がった。
エンジン出力に関しては「280馬力」が絶対遵守事項になったことから、不自然なデチューンを行わざるを得なくなった。実測では280馬力よりも高出力でありながら、カタログスペック上は280馬力として発売される自動車も少なくなかった。
自主規制導入の大義名分であった交通事故死者数は2000年代に入ってからは減少が続き、規制の意義自体が薄れたこともきっかけとなって、日本自動車工業会は2004年（平成16年）6月30日、普通自動車の280馬力規制撤廃を国土交通省に申し出た。
規制撤廃後、カタログスペックが初めて280馬力を超えたのは4代目（KB1/2型）ホンダ・レジェンドで、排気量3.5 Lで最高出力300馬力のJ35A型エンジンが搭載された。その後もトヨタ（レクサス）、日産、スバルからカタログスペックが300馬力を超える車種が発表され、2024年（令和6年）現在は600馬力を発生するR35型日産・GT-R NISMOが、日本の自動車メーカーの量産車における最高出力となっている。

## 軽自動車
軽自動車においては、1980年代にメーカー間のパワー競争が激化し、1987年2月に発売されたスズキ・アルトワークスが550ccで最高出力64馬力を達成するに至り、それ以降、メーカー間の自主規制により64馬力が上限となっている。あくまで自主規制であるため、軽自動車の規格に「64馬力を上限とする」旨の言及はなく、64馬力を超える出力を得られるようにチューニングしても軽自動車のまま登録可能である。
1987年の自主規制が2020年代の軽EVが誕生する時代まで引き継がれている理由として、軽自動車枠が日本独自規格のため輸出入が盛んではなく、規制から外れる輸入車や逆輸入車の存在に伴う問題が薄いこと、1990年の排気量拡大時には軽自動車枠に対する批判が強く、馬力規制の緩和に踏み込めなかったこと、2010年代以降においては軽自動車に日常の足としてのニーズが求められることが多く、高性能な軽自動車の需要が薄いという需要構造を背景として、自主規制がメーカー間で需要に見合わない馬力競争を避けるための役割も持っていることが指摘されている。
なお、電動車はもちろんのこと、市販時点でエンジンのデチューンにより64馬力に抑え込んでいる軽自動車も存在するなど、規制を超える軽自動車を作るのに技術的な困難は大きくない。2014年4月1日、英国のケータハムの輸入元が、スズキの軽自動車向けターボエンジン（660cc、80馬力）を搭載した「セブン160」を、軽自動車として日本国内で発売した（それ以前は64馬力に落とした車種を輸入販売していた）。軽自動車協会が「ケータハムは輸入車のため、この規制に拘束されることはない」という決定を下したことによる。2021年には出力を85馬力にアップした後継車「セブン170」にモデルチェンジし、64馬力上限に縛られない唯一の軽自動車（国外からの輸入車で唯一の軽自動車）となっている。また、ダイハツのJB-DET型エンジンを搭載したコペンの輸出仕様車は、最高出力80馬力となっていた。

## 日本国外の場合
自動車においては、国外で馬力規制を実施している地域は無い。
オートバイにおいては、欧州では免許区分により運転できる車両の排気量および出力に制限がある（A1クラスでの125ccの11kW（≒15ps）規制、旧Aクラスでの全排気量25kW（≒34ps）規制、現A2クラスの全排気量35kW（≒48ps））。これにより、一部の車種では出力を抑えられている。
欧州では、かつて最高出力に制限を設けた国（例：フランス106ps、ドイツ100ps）もあった。これは最高出力と危険性に相関関係があるとみなされたためであったが、その後の研究でこうした相関関係が認められないことが明らかになり、2012年の欧州議会決議により、貿易上の障壁となり得る域内での馬力制限をなくすように提言された。